# 古賀瑠
古賀 瑠（こが るいと、2004年7月29日 - ）は、日本の俳優。神奈川県出身。アットプロダクション所属。

## 人物
特技はタップダンス、ヒップホップダンス、ジャズダンス、けん玉など。
2014年、ミュージカル『王様と私』を皮切りに次々と舞台に出演。『忍たま乱太郎』（鶴町伏木蔵 役）、『BROTHERS CONFLICT』（朝日奈弥 役）などの2.5次元作品、またミュージカル『ビリー・エリオット〜リトル・ダンサー〜』（マイケル 役）など、幅広く活躍。2018年、『リサとガスパール THE MUSICAL』では主演（ガスパール 役）、『えんとつ町のプペル』ではメインキャスト（ルビッチ 役）に抜擢され、大きな注目を集めた。2019年と2020には『アイ★チュウ ザ・ステージ Stairway to Etoile』に及川桃助 役で出演していたが、2020年8月1日に卒業した。
猫のわたぁ・みるぁと、鳥のクルルを飼っている。
仮面ライダーシリーズは『仮面ライダーディケイド』からのファンであり、『ディケイド』がきっかけで『仮面ライダー響鬼』などの過去の仮面ライダーにも興味が出たという。大人になってからは『仮面ライダービルド』『仮面ライダーギーツ』が好きになったという。

## 出演

### 映画
- U-31（2016年8月27日、トキメディアワークス）
- 仮面ライダーガヴ お菓子の家の侵略者（2025年7月25日、東映） - ジープ・ストマック 役[7]

### テレビドラマ
- 仮面ライダーガヴ（2024年9月8日 - 、テレビ朝日） - ジープ・ストマック 役[8]

### 吹き替え
- ジャングル・ブック（2016年8月11日） - グレイ 役

### バラエティ
- ほんとにあった怖い話（フジテレビ） - ほん怖メンバー
- めちゃ×2イケてるッ! めちゃギントン（フジテレビ）

### 舞台
- ミュージカル「王様と私」（2014年7月 - 8月） - 甘えんぼ 役
- ミュージカル「忍たま乱太郎」第6弾 ～凶悪なる幻影！～（2015年1月9日 - 23日） - 鶴町伏木蔵 役
- BROTHERS CONFLICT2（2015年3月） - 朝日奈弥 役
- BROTHERS CONFLICT 再演（2015年4月） - 朝日奈弥 役
- 十五少年漂流記（2015年8月20日 - 24日） - ジャック 役
- ミュージカル「スクルージ」（2015年11月28日 - 2016年2月14日） - ピーター・クラチット 役
- センチュリープラント2016（2016年5月27日 - 6月5日） - 幸希 役
- BROTHERS CONFLICT3 -FINAL-（2016年7月） - 朝日奈弥 役
- ビリー・エリオット〜リトル・ダンサー〜（2017年7月19日 - 11月4日） - マイケル 役
- イケメン革命◆アリスと恋の魔法 THE STAGE（2018年1月10日 - 14日） - オリヴァー＝ナイト 役
- リサとガスパール THE MUSICAL「ダンス!ダンス!ダンス!」（2018年4月5日 - 5月20日） - 主演 ガスパール 役
- 爆走おとな小学生 第六回課外授業「流さないラジオ」（2018年6月19日 - 24日）
- おとぎ裁判（2018年9月27日 - 10月7日） - 赤ずきん 役
- えんとつ町のプペル（2018年12月5日 - 9日） - 主演 ルビッチ 役
- アイ★チュウ ザ・ステージ～Rose Ecarlate～（2019年4月21日 - 29日・5月10日 - 12日） - 及川桃助 役[9]
  - アイ★チュウ ザ・ステージ ～Rose Ecarlate deux～（2019年10月10日 - 15日） - 及川桃助 役
- ヨルハVer1.3a（2019年7月4日 - 7日・11日 - 14日） - リリィ 役[10]
- Like A room3（2019年8月7日 - 14日） - ペンギン 役[11]
- 遙かなる時空の中で3 十六夜記（2021年1月22日 - 31日） - 平敦盛 役
- 爆剣 〜幕府御前試合～（2021年3月24日 - 31日） - 佐々木小次郎 役[12]
- 蟻地獄（2021年6月4日 - 10日） - ケイタ 役[13]
- 春風外伝2021（2021年10月21日 - 25日） - 雉尾火影 役
- フルーツバスケット（2022年3月4日 - 13日） - 草摩紅葉 役
  - フルーツバスケット The Final（2024年10月18日 - 27日）[14]
- ナイトメアホスピタル 2024（2024年2月22日 - 28日） - 木野寺実 役[15]
- 夏空のモノローグ（2024年7月24日 - 29日） - 篠原涼太 役[16]
- 終遠のヴィルシュ -ErroR:salvation- Case. Scien Brofiise（2024年12月19日 - 29日） - ダハト 役[17]

### アニメ
- 蟲師続章（2014年12月14日） - 草介 役
- キズナイーバー（2016年4月 - 6月） - 阿形勝平（幼少期） 役
- 甘々と稲妻（2016年7月 - 9月） - 園児 役
- フューチャーカード バディファイトDDD（2016年12月3日・10日） - オリジン・ブレイカー 役
- オリジナル中編アニメーション「COCOLORS」劇場上映版（2017年） - ヤキン 役
- NieR:Automata Ver1.1a（2024年） - 4S 役

### 劇場版アニメ
- アーロと少年（2016年3月12日） - アーロ（幼少期） 役

### イベント
- Live!!! アイ★チュウ ザ・ステージ～Planète et Fleurs～（2019年7月27日、調布市グリーンホール） - 及川桃助 役[18]

### CM
- すき家「すきすきセット」
- ジャパネットたかた
- ウタマロ石鹸
- サントリー「胡麻麦茶」

### スチール
- 八景島シーパラダイス「海ファーム」

### オリジナルビデオ
- SWEET NIGHTMARE GAME ～おかしなゲーム大会～（2025年4月9日、東映ビデオ） - ジープ・ストマック 役[19]

### 玩具
- 仮面ライダーガヴ DXミミックデバイザー（2025年5月22日）

### その他
- ベネッセ「チャレンジ」
- UULA「奇妙な恋の物語〜恋するエスパー〜」 - ケンジ 役
- 未来和樹 SINGS HEART LIVE 2019（2019年5月18日・19日） - ゲスト出演[20]

## ディスコグラフィ

### キャラクターソング
| 発売日        | 商品名                                       | 歌                                                     | 楽曲                   | 備考                                       |
| ------------- | -------------------------------------------- | ------------------------------------------------------ | ---------------------- | ------------------------------------------ |
| 2025年4月29日 | 仮面ライダーガヴ キャラクターソングアルバム2 | シータ&ジープ&リゼル（川﨑帆々花・古賀瑠・鎌田英怜奈） | 「ロストシンメトリー」 | 特撮テレビドラマ『仮面ライダーガヴ』関連曲 |